# 제닐리 해리슨
제닐리 해리슨(Jenilee Harrison, 1959년 6월 12일 ~ )은 미국의 배우, 텔레비전 배우, 영화배우이다.

## 영화
- 사각의 이탈자 (1995년)
- 크리미널 인텐트 (1992년)
- 살인 표적 (1991년)
- 탱크 (1984년)
- 꿈꾸는 낙원 (1978년)
- 달라스 (1978년)
- 사랑의 유람선 (1977년)